# Hime surrubea
Espèce
Statut de conservation UICN

 LC 12 octobre 2018 : Préoccupation mineure
Hime surrubea est une espèce de poissons marins téléostéens de la famille des Aulopidae.

## Systématique
L'espèce Hime surrubea a été décrite pour la première fois en 2015 par les ichtyologues  Martin Fellows Gomon (d) et Carl D. Struthers (d).

## Description
Hime surrubea possède un corps allongé dont la longueur varie entre 12,7 et 17 cm pour les mâles et 9 à 17,3 cm pour les femelles, et dont l'holotype est un mâle mesurant 15,6 cm.
Comme les membres de la famille des Aulopidae, l'espèce a une nageoire dorsale dont la longueur dépasse la moitié de celle de l'ensemble du corps.

## Répartition
Cette espèce se croise au large d'Hawaï dans l'océan Pacifique, à des profondeurs variant de 170 à 510 m.

## Étymologie
Son épithète spécifique, surrubea, du latin « rŭbĕa », roux, fait référence aux taches rouges présentes sur le dos de l'espèce.

## Publication originale
- (en) Martin F. Gomon et Carl D. Struthers, « Three new species of the Indo-Pacific fish genus Hime (Aulopidae, Aulopiformes), all resembling the type species H. japonica (Günther 1877) », Zootaxa, vol. 4044, no 3,‎ 19 novembre 2015, p. 371–390 (ISSN 1175-5334 et 1175-5326, OCLC 49030618, PMID 26624716, DOI 10.11646/ZOOTAXA.4044.3.3).